# Chapelle Sainte-Thérèse (Paris)
La chapelle Sainte-Thérèse est située dans le 16e arrondissement de Paris, dans l'enceinte du siège des Apprentis d'Auteuil. C'est le premier sanctuaire qui a été dédié à sainte Thérèse de Lisieux, en 1925, après sa béatification. On y trouve quelques-unes de ses reliques et le tombeau du bienheureux Daniel Brottier.

## Histoire de la chapelle
En 1923, le père Daniel Brottier devient responsable des Orphelins d’Auteuil, sis 40 rue Jean-de-La-Fontaine (Paris), et décide d'y faire construire une chapelle pour remplacer une plus ancienne : « La chapelle que nous avons est insuffisante, laide… Je voudrais en construire une ayant accès sur la rue, spacieuse, belle, servant aux orphelins et aussi à notre quartier ». Il choisit de la consacrer à Thérèse de Lisieux, estimant lui devoir sa survie lors de la Première Guerre mondiale. Cependant, il n'a aucun fonds et l'œuvre d'Auteuil est dans une situation financière précaire. Il lance une souscription. Une bienfaitrice apporte la somme nécessaire pour lancer les travaux et le carmel de Lisieux offre des reliques de sainte Thérèse,,.
La première messe y est célébrée le 25 décembre 1925.
Le père Daniel Brottier y est inhumé. Un transept lui est dédié.

## Architecture
La chapelle, dessinée par les architectes Henri Chailleux père et fils, est de style néo-gothique, avec la Sainte-Chapelle comme inspiration,.
Les activités des orphelins d'Auteuil sont sculptées sur les chapiteaux.

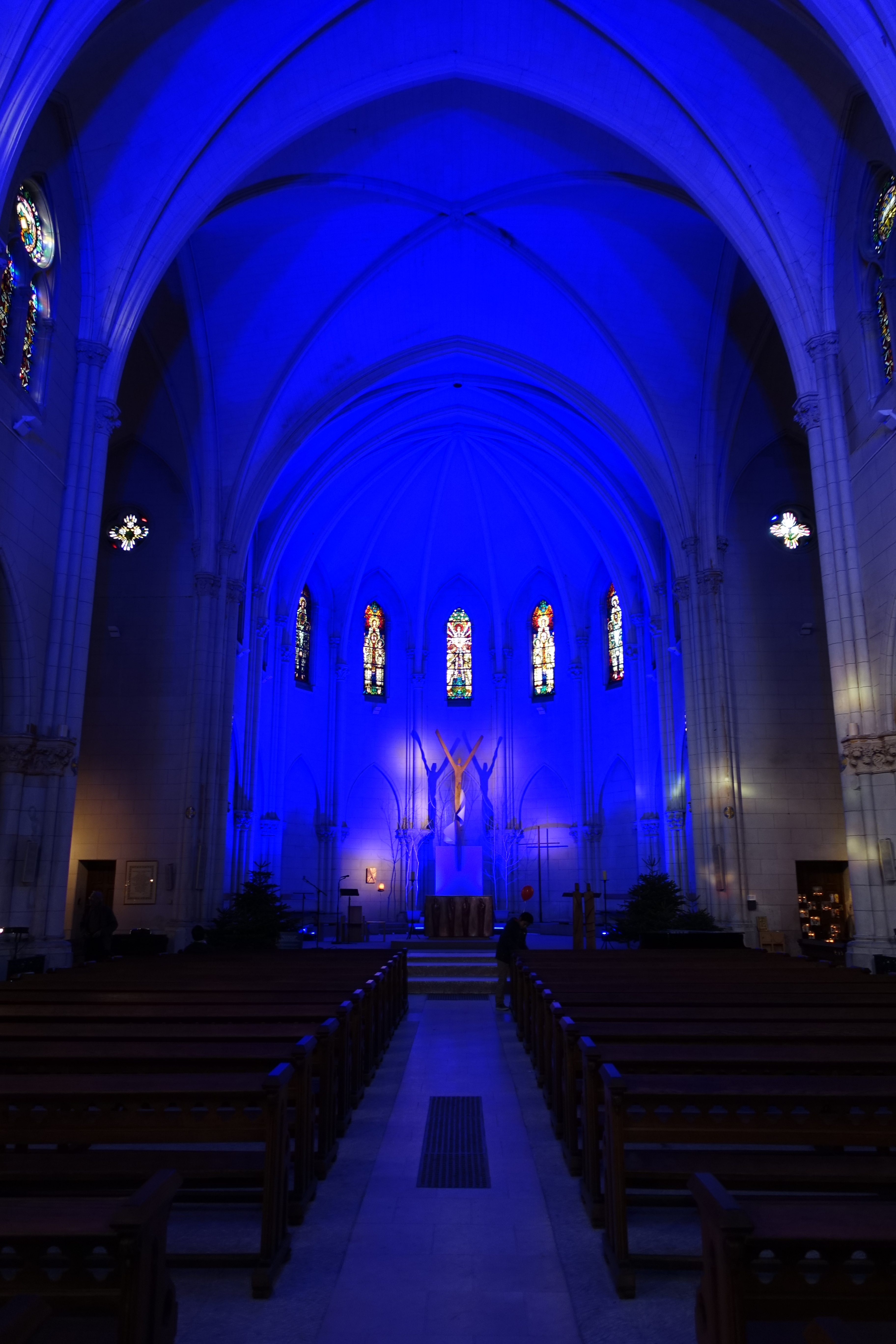
Nef.
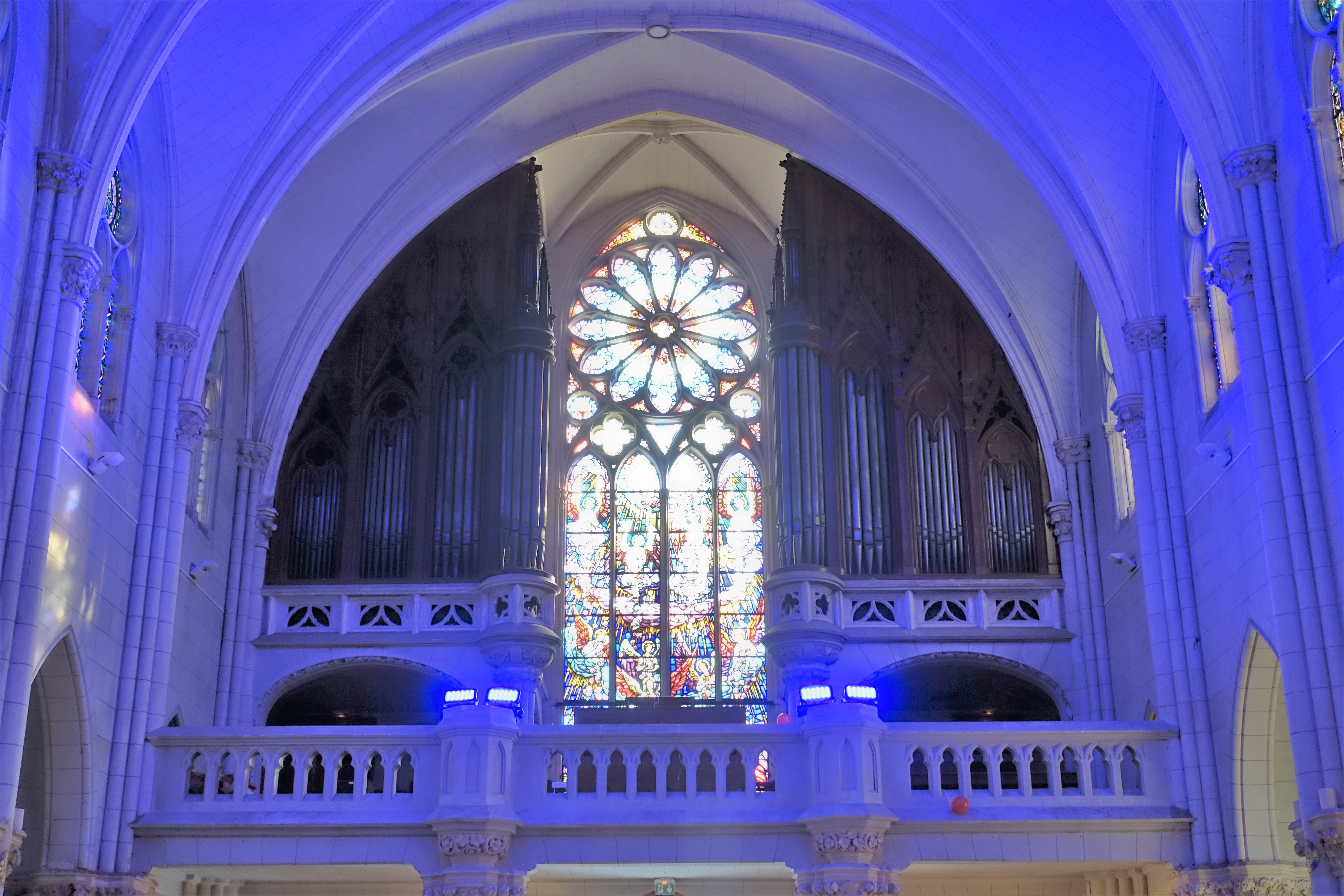
Orgue en tribune.

## Vitraux
La chapelle compte une cinquantaine de vitraux de la société Mauméjean frères, réalisés en 1927.
Les neuf vitraux du chœur figurent des anges munis des instruments de la Passion du Christ, tandis que les douze baies de la nef font référence aux litanies de la Vierge.
Dotées de baies, les deux grandes rosaces du transept illustrent la canonisation de sainte Thérèse ainsi que l'accord du cardinal Dubois pour créer ce lieu de culte. La rosace de la façade évoque quant à elle la « pluie de roses » qu'avait annoncée sainte Thérèse (« Après ma mort, je ferai tomber une pluie de roses »). Quatre baies de taille plus réduite figurent des lys et des roses.
Quatorze baies évoquent des saints présentés comme des modèles pour les orphelins d'Auteuil : Antoine de Padoue, Geneviève de Paris, Jeanne d'Arc, Vincent de Paul, ainsi que des missionnaires.

Quelques vitraux
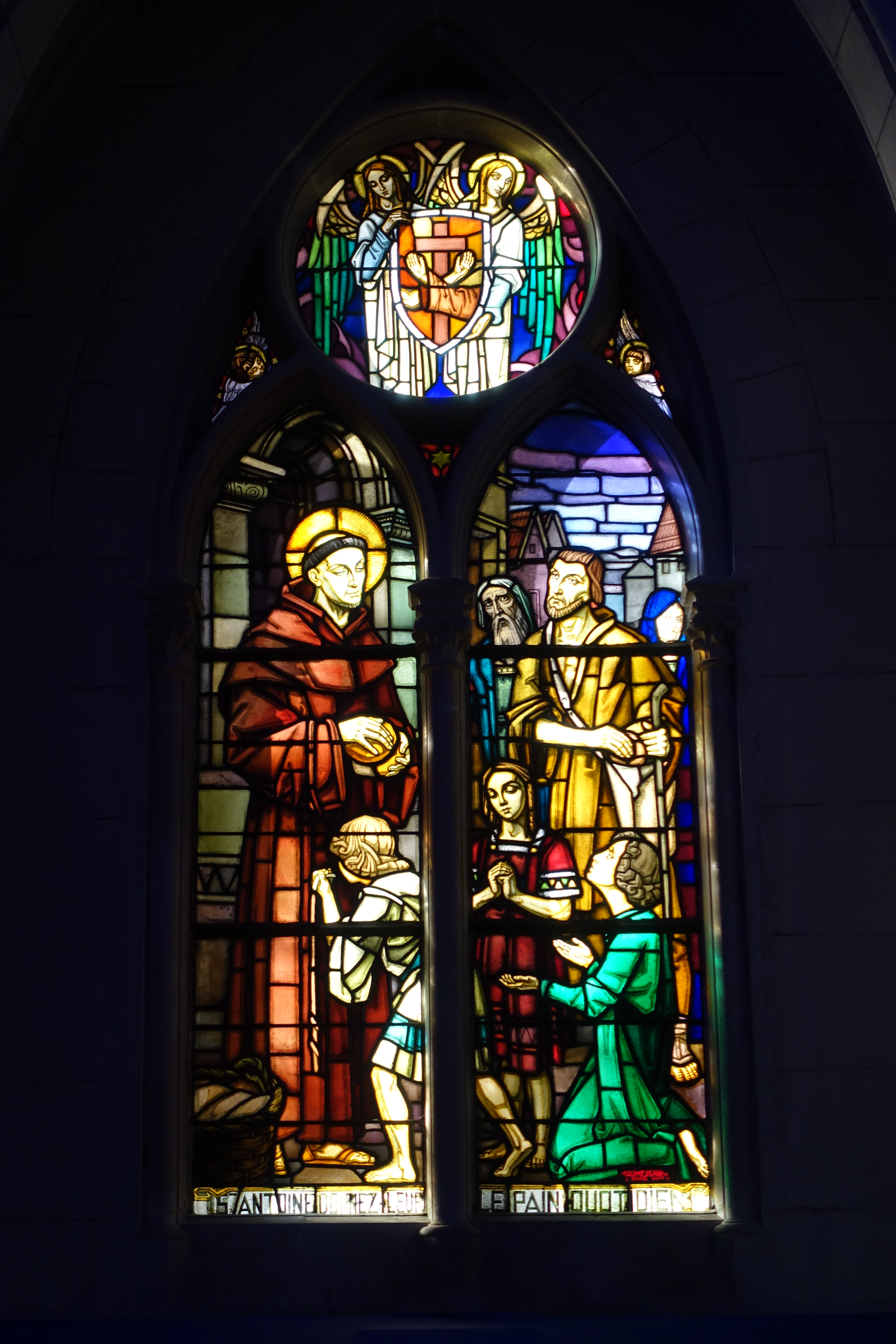
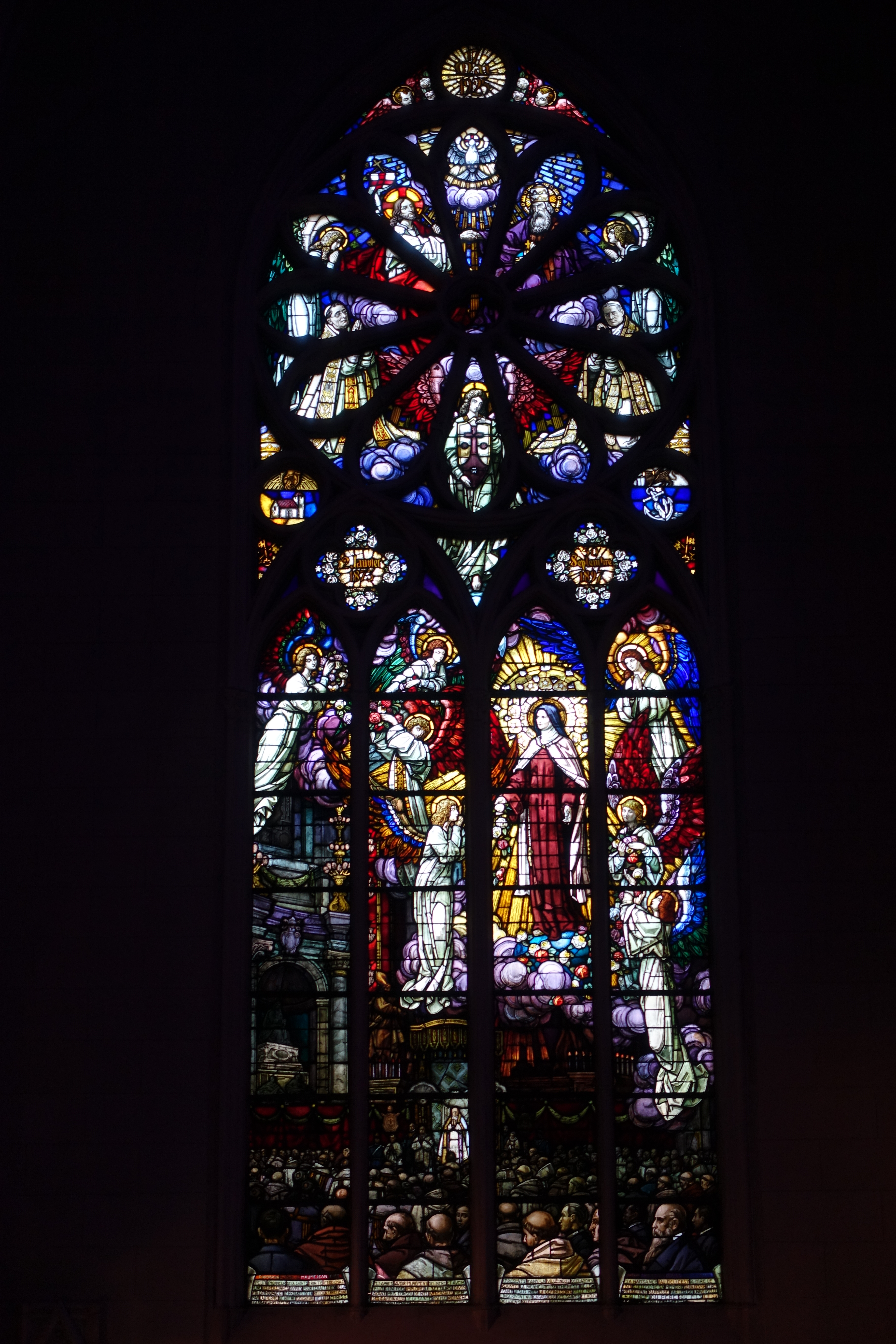
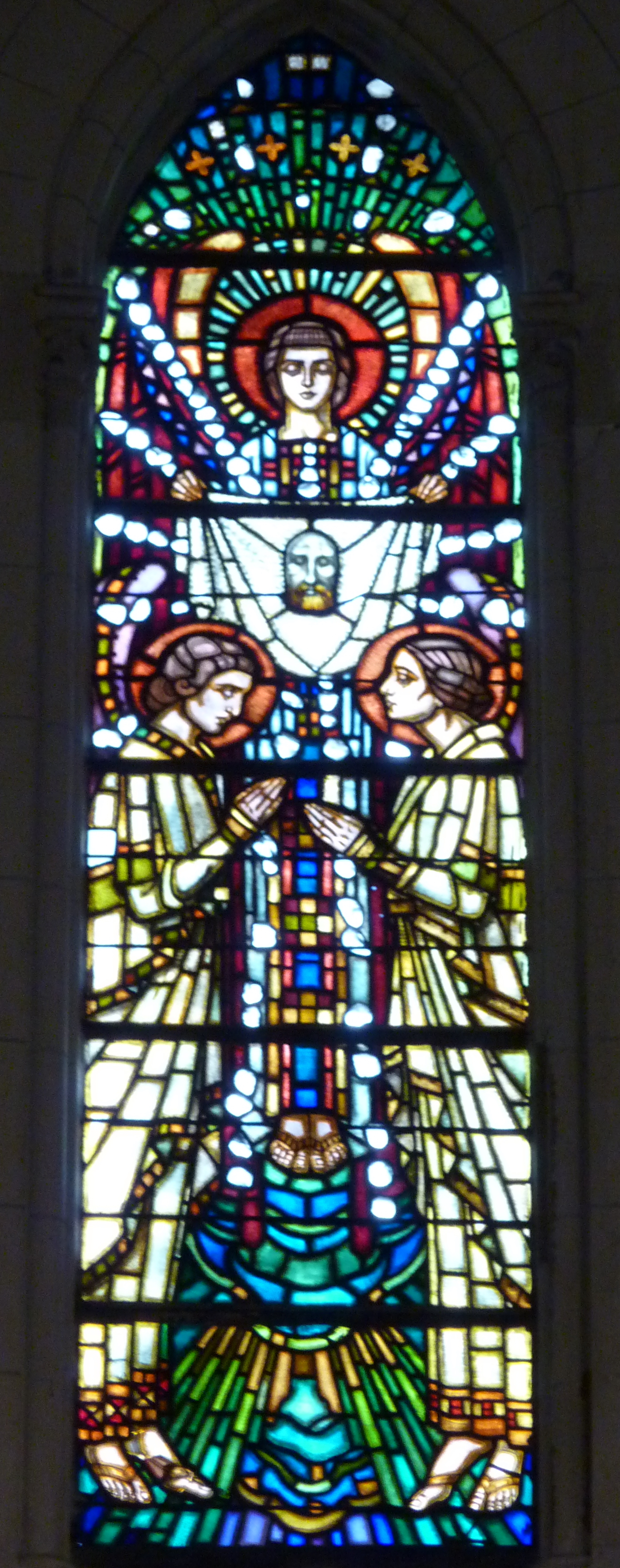
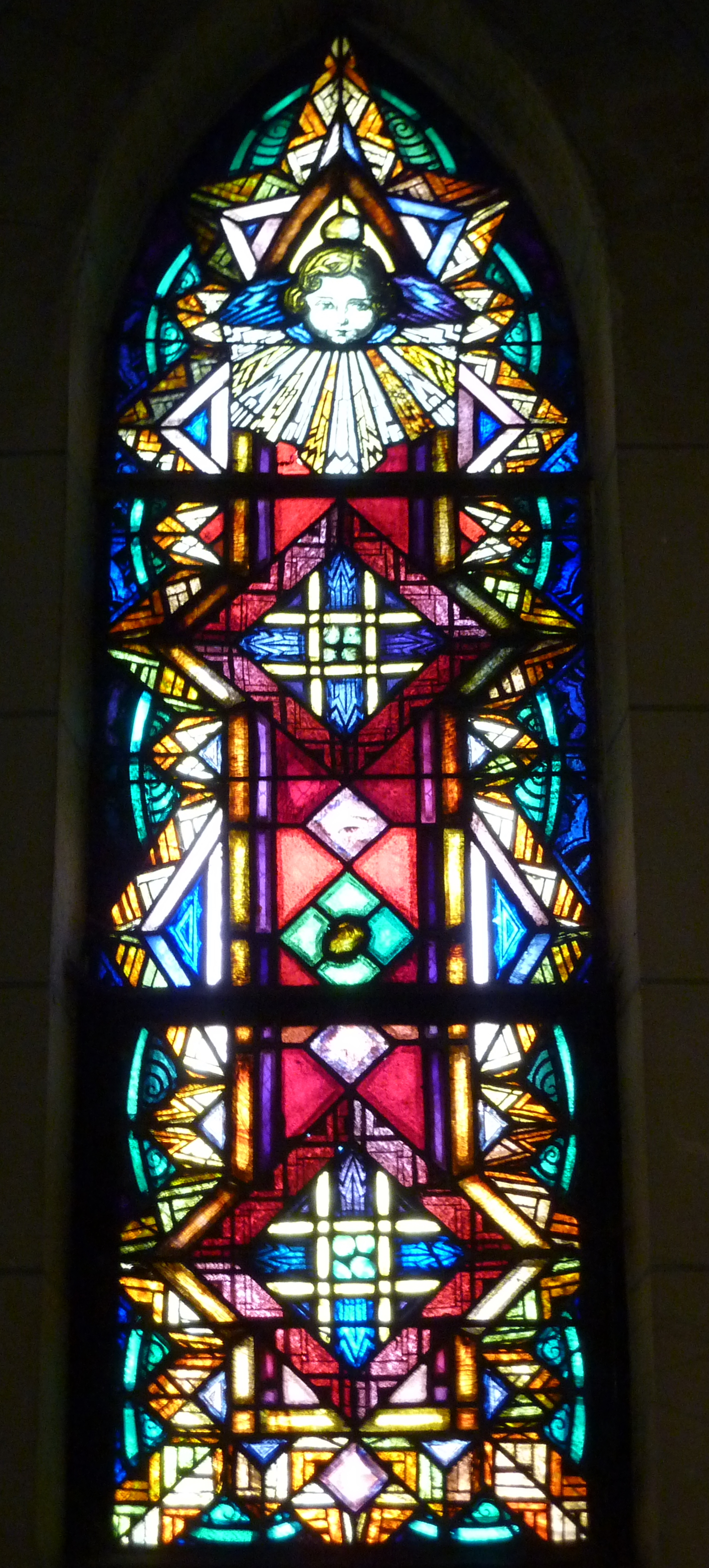
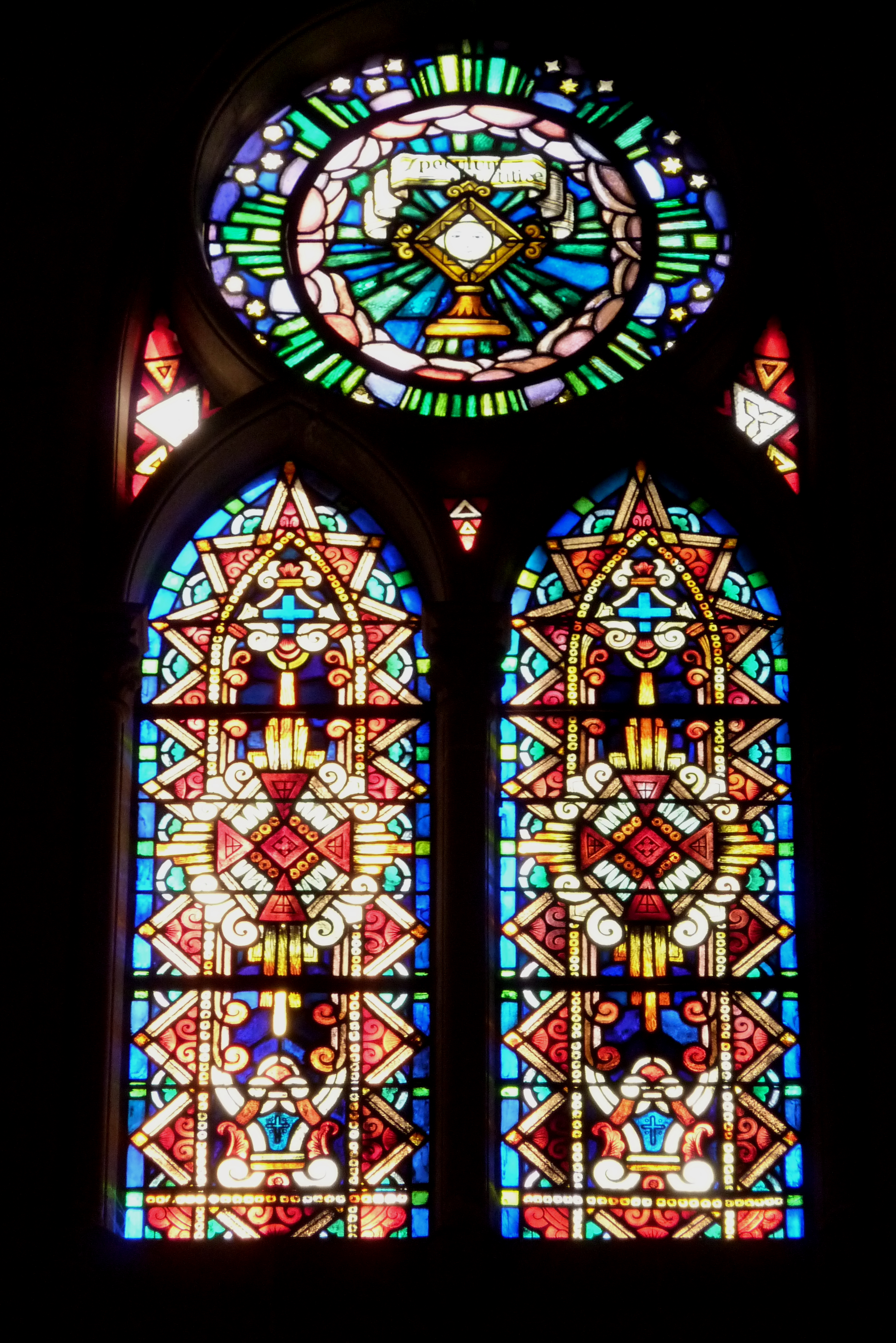
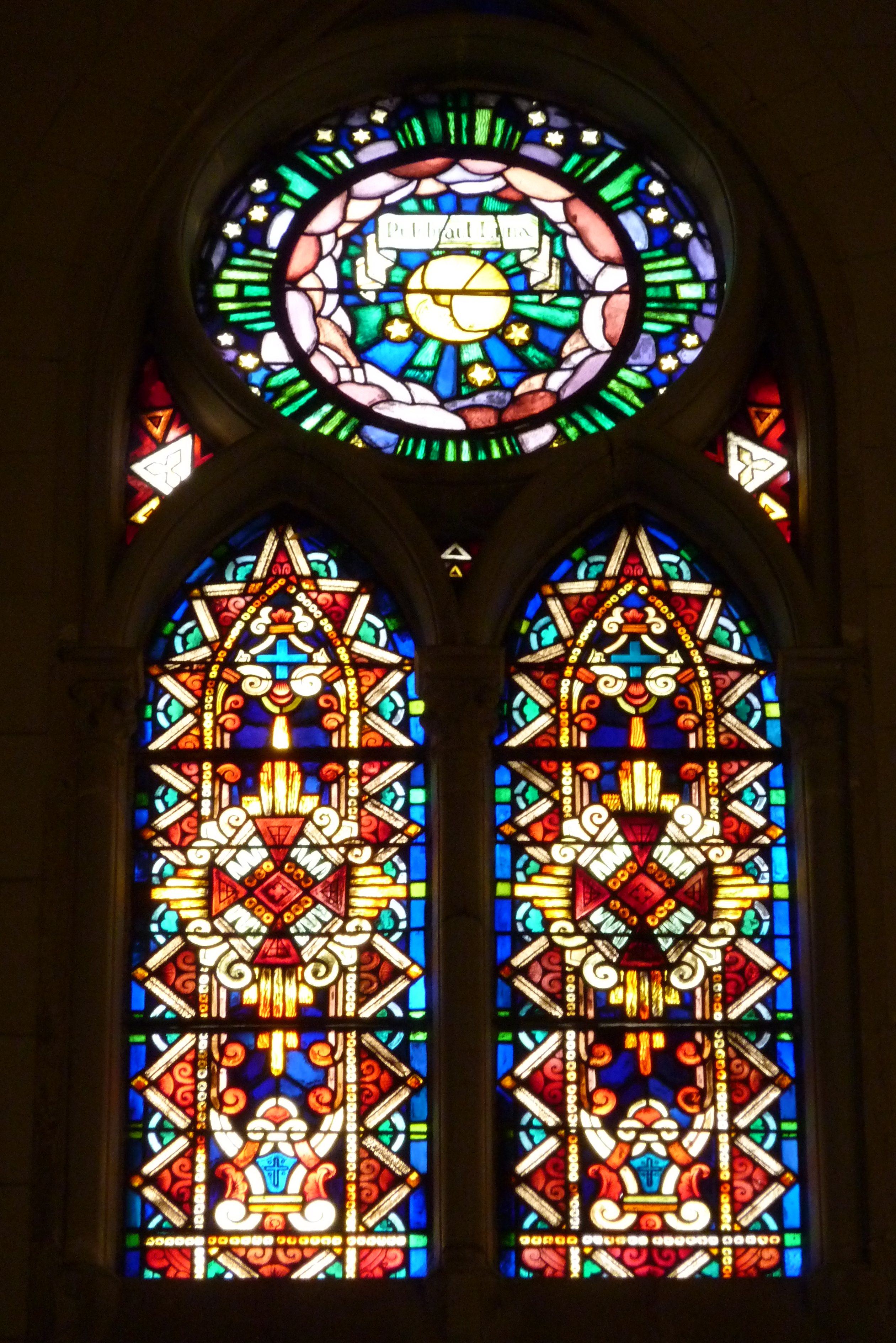

## Œuvres de la chapelle
Le chemin de croix a été réalisé en mosaïques par la maison Mauméjean.
L'autel et l'ambon sont du sculpteur Sébastien Touret.

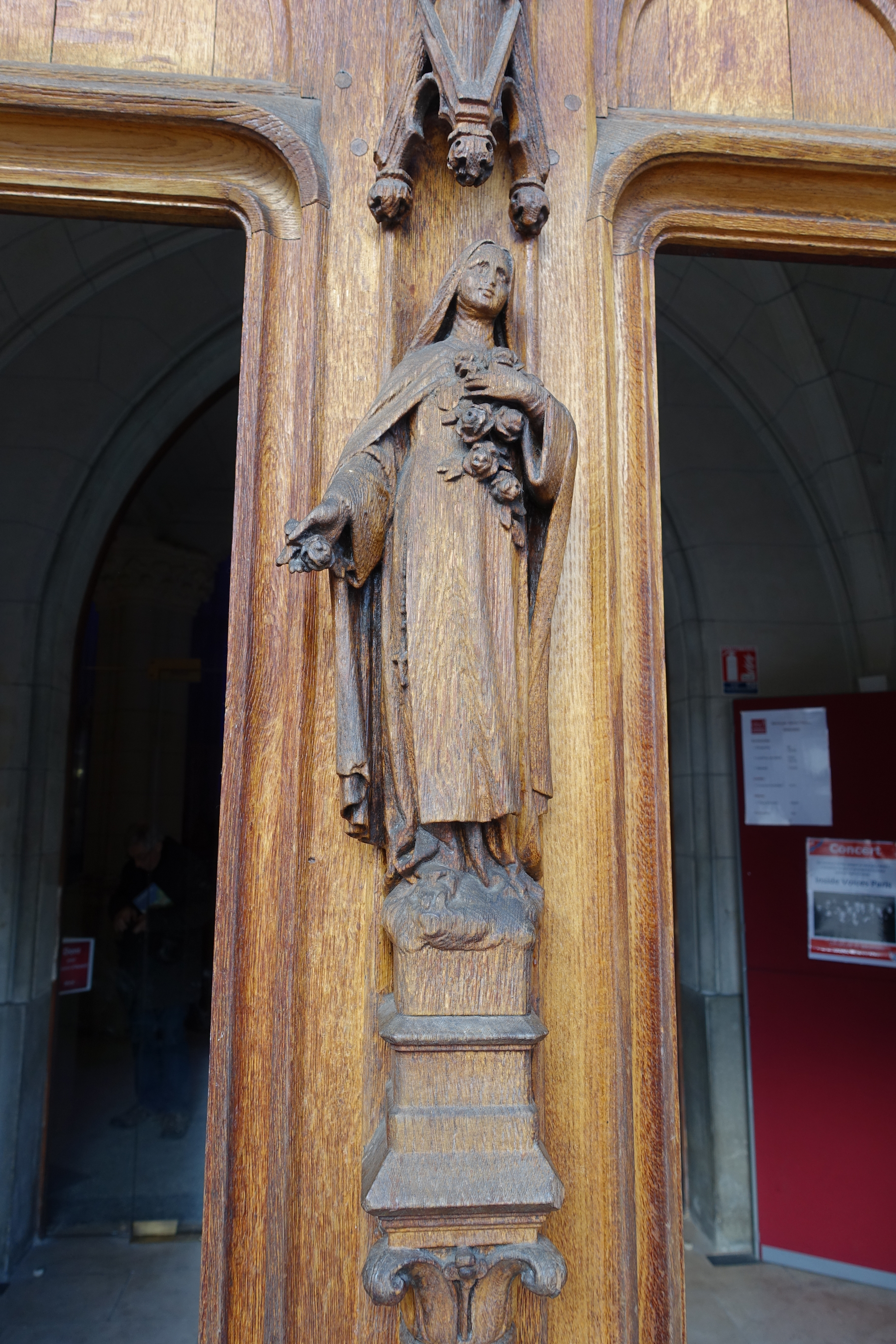
Statue de sainte Thérèse.
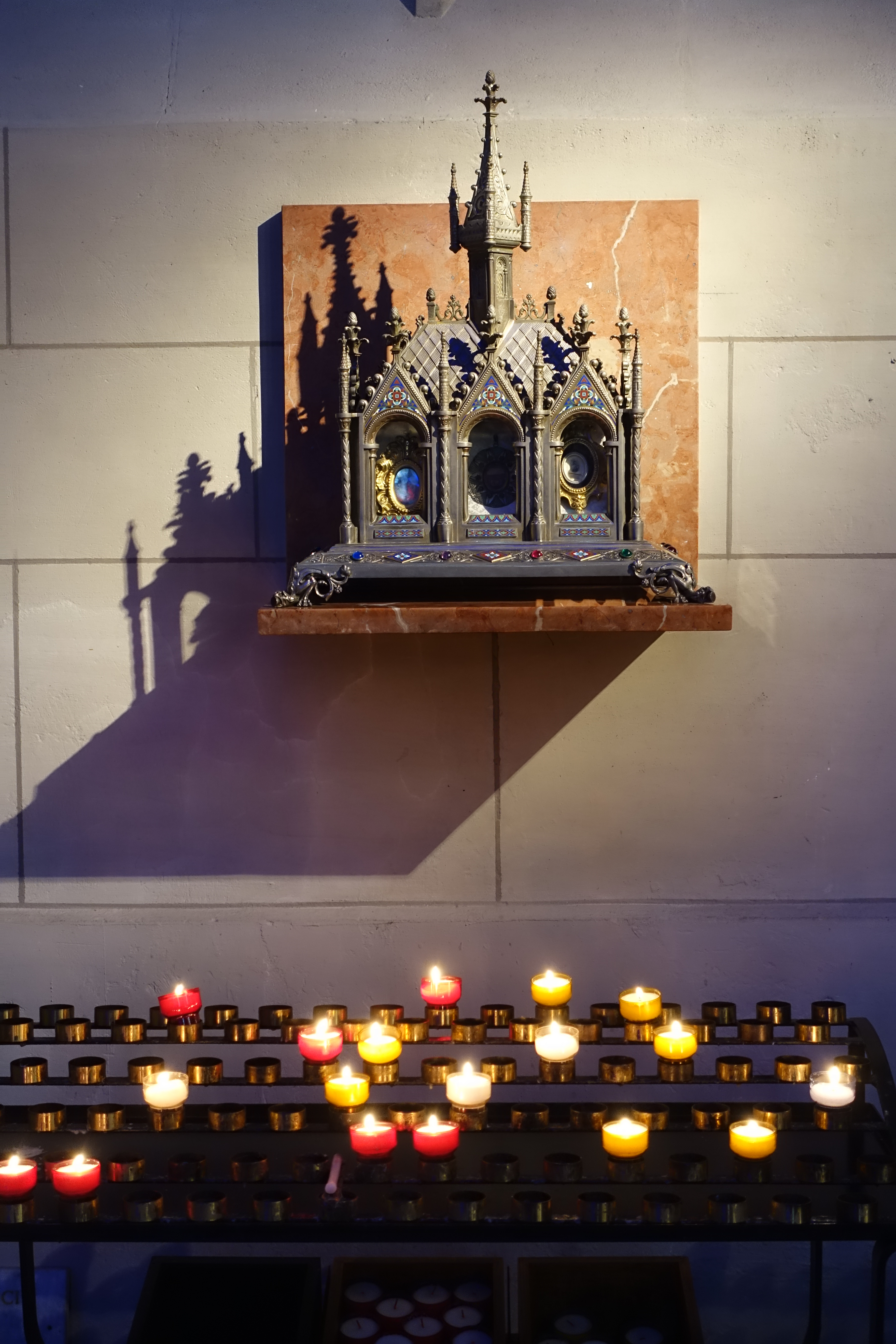
Reliquaire.
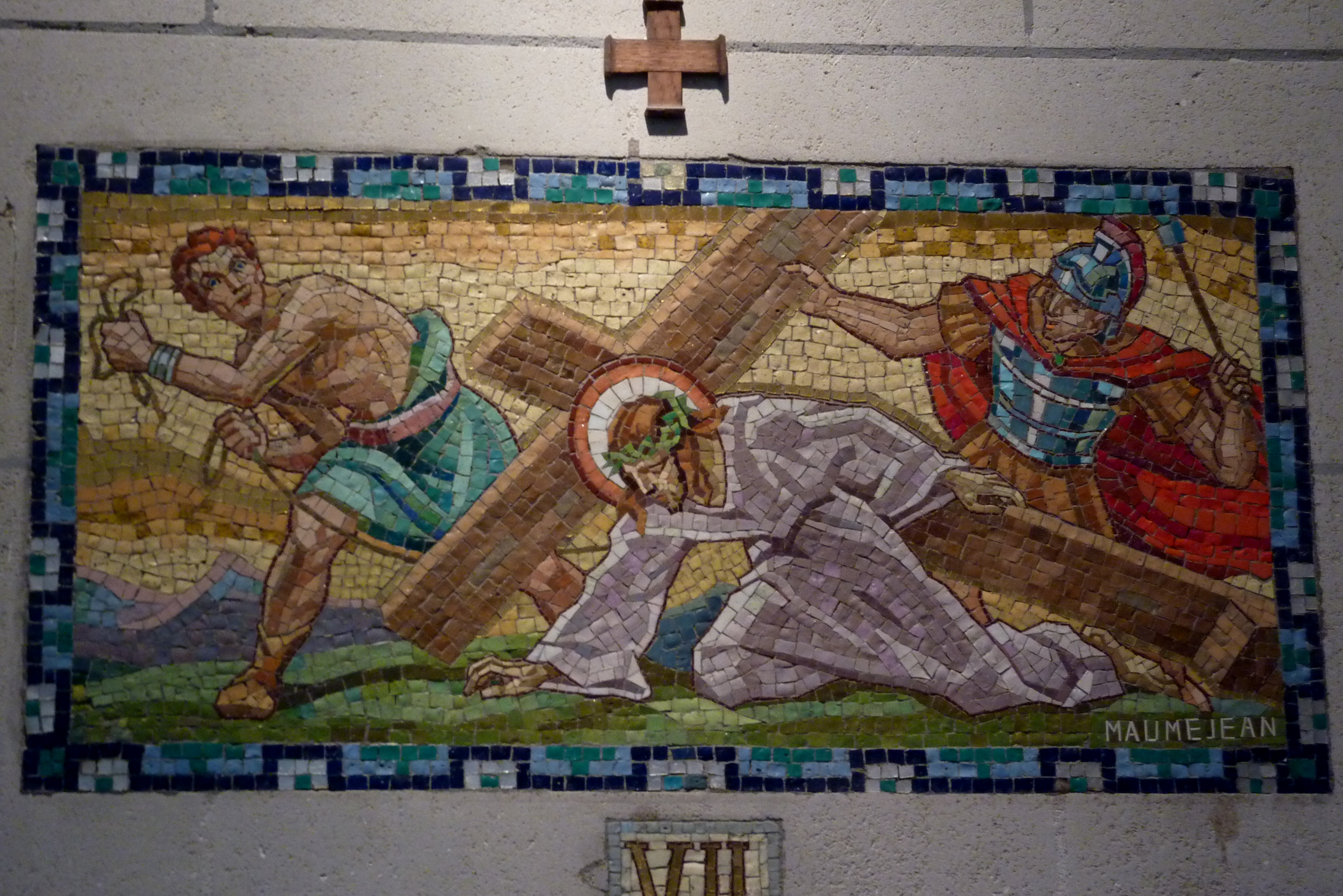
Mosaïque du Chemin de croix.
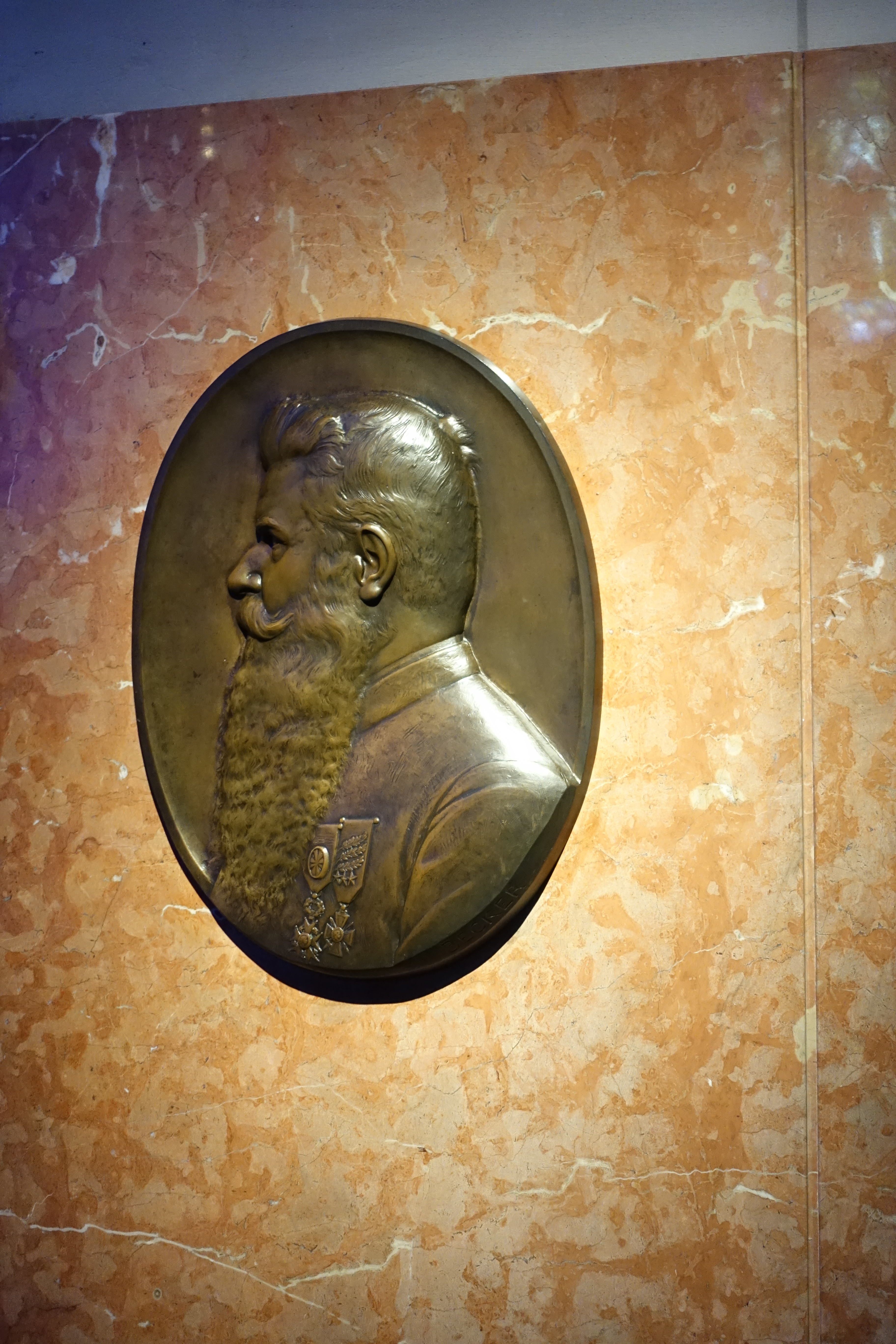
Médaillon sur la tombe de Daniel Brottier.

## Évènements
Depuis 2007 sont organisées quatre fois par an les « Soirées T* », dédiées à la prière autour de sainte Thérèse. Par ailleurs, avant le 1er octobre, date à laquelle est fêtée la sainte, a lieu chaque année la « Semaine Thérésienne ».